# Blixita
La blixita és un mineral de la classe dels halurs. Rep el seu nom pel Dr. Ragnar Blix (1898-1985), químic del Museu Suec d'Història Natural, qui va realitzar anàlisis de molts minerals de Långban.

## Característiques
La blixita és un halur de fórmula química Pb₂(O,OH)₂Cl. Cristal·litza en el sistema ortoròmbic. La seva duresa a l'escala de Mohs és 3.
Segons la classificació de Nickel-Strunz, la blixita pertany a «03.DC - Oxihalurs, hidroxihalurs i halurs amb doble enllaç, amb Pb (As,Sb,Bi), sense Cu» juntament amb els següents minerals: laurionita, paralaurionita, fiedlerita, penfieldita, laurelita, bismoclita, daubreeïta, matlockita, rorisita, zavaritskita, zhangpeishanita, nadorita, perita, aravaipaïta, calcioaravaipaïta, thorikosita, mereheadita, pinalita, symesita, ecdemita, heliofil·lita, mendipita, damaraïta, onoratoïta, cotunnita, pseudocotunnita i barstowita.

## Formació i jaciments
Va ser descoberta a la localitat de Långban, al municipi de Filipstad, situat al comtat de Värmland, a Suècia. També ha estat descrita en diversos indrets del districte de Làurion, a Grècia, així com a la mina Endeavor, situada a la localitat de Cobar, a Nova Gal·les del Sud (Austràlia).